# (113001) 2002 RT38
(113001) 2002 RT38 – planetoida z pasa głównego. Odkryto ją 5 września 2002 w ramach programu LINEAR.
(113001) 2002 RT38 krąży wokół Słońca z okresem 4 lat i 105 dni po lekko spłaszczonej orbicie (mimośród ok. 0,08). Jej odległość maksymalna wynosi ok. 2,84 j.a., a minimalna 2,44 j.a.